# Last Exit
Last Exit – debiutancki album kanadyjskiego duetu elektronicznego Junior Boys, wydany w 2004 roku. Łączy w sobie elementy zimnej, syntezatorowej elektroniki z ciepłymi, melancholijnymi wokalami i strukturami rodem z muzyki pop. Tematyka płyty skupia się wokół samotności, zagubienia. Wydanie było poprzedzone EP-ką Birthday/Last Exit, która zawierała część utworów umieszczonych potem na „Last Exit”.

## Recenzje
Płyta zdobyła uznanie krytyków, otrzymując 89/100 punktów na stronie Metacritic. Znalazła się w podsumowaniu rocznym Pitchforka (28. miejsce), a także podsumowaniu dekady 76. miejsce. Bardzo wysoko „Last Exit” ocenili też polscy krytycy; znalazła się ona na 7. miejscu listy dekady Porcys i 4. Screenagers.

## Lista utworów
1. More Than Real (Johnny Dark, Jeremy Greenspan) – 6:39
2. Bellona (Dark, Greenspan) – 5:38
3. High Come Down (Dark, Greenspan) – 4:29
4. Last Exit (Dark, Greenspan) – 6:35
5. Neon Rider (Greenspan) – 2:08
6. Birthday (Dark, Greenspan) – 4:16
7. Under the Sun (Matt Didemus, Greenspan) – 7:02
8. Three Words (Greenspan) – 5:46
9. Teach Me How to Fight (Greenspan) – 5:31
10. When I'm Not Around (Greenspan) – 5:22

### Utwory bonusowe na edycji amerykańskiej
1. Unbirthday – 6:04
2. Last Exit (Fennesz mix) (Dark, Greenspan) – 5:35
3. Birthday (Manitoba mix) (Dark, Greenspan) – 5:12
4. A Certain Association – 2:22

## Twórcy
- Matt Didemus – miksowanie
- Jeremy Greenspan – miksowanie, wokal
- Johnny Dark – instrumenty elektroniczne
- David Levy – klarnet, saksofon
- Tom Philips – design